# O Mundo Maravilhosamente Estranho de Gumball
O Incrivelmente Estranho Mundo de Gumball (português europeu) ou O Mundo Maravilhosamente Estranho de Gumball (português brasileiro) (em inglês:  The Wonderfully Weird World of Gumball) é o nome dado à continuação da série britânico-americana O Incrível Mundo de Gumball a partir do ano de 2025, iniciando-se como a sétima temporada da mesma.
A nova temporada estreará nos Estados Unidos pelo serviço de streaming Hulu e internacionalmente pelo Cartoon Network . É produzida pela Hanna-Barbera Studios Europe. A série, assim como no enredo original, foca nas desventuras de Gumball Watterson, um gato azul de 12 anos, e seu irmão adotivo Darwin, um peixe dourado. Juntos, eles causam confusão na família e entre os colegas da Elmore Junior High, onde estudam.
Nos Estados Unidos, a nova temporada estreará na Hulu e na Disney+ no dia 28 de julho de 2025. No entanto, a nova temporada estreará internacionalmente na Cartoon Network e na Max no dia 6 de outubro do mesmo ano.